# Marigaon (stad)
Marigaon (Assamees: মৰিগাঁও) is een dorp in het district Marigaon van de Indiase staat Assam. 

## Demografie
Volgens de Indiase volkstelling van 2001 wonen er 20.807 mensen in Marigaon, waarvan 52% mannelijk en 48% vrouwelijk is. De plaats heeft een alfabetiseringsgraad van 76%. 